# Denis Sassou-Nguesso
Denis Sassou-Nguesso (1943. november 23. – ) tábornok, az Afrikai Unió és 1979-1992 között, valamint 1997-től a mai napig a Kongói Köztársaság elnöke.

## Életrajza
Az mbochi törzs tagjaként az ország északi részén Edouban, Oyo tartományban született.
1960-ban csatlakozott a hadsereghez, éppen azelőtt, hogy az ország elnyerte függetlenségét. Katonai kiképzést Algériában és Franciaországban, Saint-Maixent-l'École-ban kapott. Mikor visszatért, a hadsereg ejtőernyős osztagához került.
Szocialista nézeteket vallott, s 1963 augusztusában Fulbert Youku ellenzékét támogatta. Részese volt annak a katonai puccsnak, mely 1968-ban hatalomra segítette Marien Ngouabit. A PCT-nek (Kongói Munkáspárt) már 1969. decemberi megalapításától kezdve tagja.
1970-ben a Biztonsági szervek irányítója lett, és miniszteri tárcát is kapott. Amikor 1977 márciusában Ngouabit merényletben megölték, Nguesso kulcsszerepet játszott az események kézben tartásában: rövid ideig ő irányította a Párt Katonai Bizottságát, a CMP-t, amely az államot Joachim Yhombi-Opango ezredes beiktatásáig irányította. Sassou Nguesso jutalomból ezredesi rangot és a CMP elnökhelyettesi posztját kapta meg. Ezt a posztot 1979. február 5-éig töltötte be, mikor Yhomby-Opangot politikai alkalmatlanság és korrupció miatt eltávolítottak a posztjáról. Február 8-án a Kongói Munkáspárt Nguessot választotta elnöknek, majd március 27-én ebben a pozíciójában a PCT rendkívüli kongresszusa megerősítette.
A párt 1984-ben és 1989-ben is megerősítette elnöki tisztségében. Az 1980-as évek végén azonban az országban demokratizálódási folyamat indult meg, és 1992 augusztusában többpárti részvétellel szabad választásokat tartottak. Sassou-Nguesso már az első fordulóban kiesett, az új elnök Pascal Lissouba lett. A '90-es évek folyamán az országon erőszakhullám söpört végig, ami egy több éves polgárháborúba torkollott az új elnök és Sassou-Nguesso támogatói között. A polgárháborúból – algériai támogatással – Sassou-Nguesso került ki győztesen 1997-ben.
2002-ben az országban ismét elnökválasztást tartottak, amelyet az ellenzék bojkottált, így Sassou-Nguessot választották meg, majd 2009-ben hasonló körülmények között újraválasztották. Az alkotmány értelmében harmadszor már nem indulhatna, ezért a 2016-ban esedékes elnökválasztás előtt Sassou-Nguesso népszavazást írt ki az alkotmány módosításáról.

## Fordítás
Ez a szócikk részben vagy egészben  a   Denis Sassou Nguesso című angol Wikipédia-szócikk fordításán alapul.  Az eredeti cikk szerkesztőit annak laptörténete sorolja fel. Ez a jelzés csupán a megfogalmazás eredetét és a szerzői jogokat jelzi, nem szolgál a cikkben szereplő információk forrásmegjelöléseként.